# Даркович Влас
Влас Дарко́вич, Ві́льям Дарко́вич (нар. 3 липня 1921, поблизу Луцька — пом. 28 лютого 2010, Едмонтон, Канада) — меценат, економіст. Дійсний член НТШ у Канаді. Від 1928 проживав у Канаді.

## Життєпис
Здобув ступінь магістра з агрикультури у Саскачеванському університеті (1947), доктора філософії з економічної теорії, економіки й статистики сільського господарства в Університеті Айови (1952). Викладач Саскачеванського університету (1949—1950). Займав державні посади в Міністерствах сільського господарства і регіонального економічного розвитку, Правлінні розвитку Атлантичного регіону та Міністерстві статистики Канади. Автор дослідження «Ukrainians in Canada, Their Struggle to Retain Their Identity» (1967), співавтор статистичних довідників «A Statistical Compendium on the Ukrainians in Canada, 1891—1976» (1980; обидва — Оттава) і «Ukrainian Canadians and the 1981 Canada Census: A Statistical Compendium» (Edmonton, 1988). Заснував 1989 при Канадському інституті українських студій Вічний фонд ім. О. Даркович, кошти з якого відраховують на стипендії докторантам з українознавчої тематики.